# Истратов, Юрий Иванович
Юрий Иванович Истратов (1928—2007) — советский художник кино, живописец и график; Заслуженный деятель искусств РСФСР (1973); член Союза кинематографистов и Союза художников РФ.

## Биография
Родился 29 января 1928 года в Свердловске.
В 1948 году окончил Свердловское художественное училище, затем — художественный факультет ВГИКа в Москве (1954 год).
В 1950—1980 годах работал в качестве художника-постановщика на Свердловской киностудии; принимал участие в постановке многих картин, получивших награды кинофестивалей. Также работал на Свердловском телевидении, участник более 50 выставок — всесоюзных, республиканских, региональных и персональных.
В 1994 году Юрий Истратов совместно с киноведом и редактором Львом Эглитом открыл в Екатеринбурге Музей Свердловской киностудии.
Умер 24 ноября 2007 года в Екатеринбурге. Похоронен на Михайловском кладбище.

## Награды
- Орден «Знак Почёта»,
- Государственная премия РСФСР имени братьев Васильевых за фильм «Приваловские миллионы» (1975),
- Премия губернатора Свердловской области за выдающиеся достижения в области литературы и искусства (2002).

## Фильмография
- 1992    Тишина
- 1992    Болевой приём
- 1989    Театральный сезон
- 1986    Железное поле
- 1985    Фотография на память
- 1985    Свадьба старшего брата
- 1984    Продлись, продлись, очарованье…
- 1983    Демидовы
- 1981    Сын полка
- 1980    Скандальное происшествие в Брикмилле
- 1979    Прости - прощай
- 1979    На исходе лета
- 1978    Однофамилец
- 1977    Миг удачи
- 1976    Только вдвоём
- 1976    Рядом с тобой
- 1975    Назначаешься внучкой
- 1974    Какая у вас улыбка
- 1973    Во сне и наяву | Фитиль №136
- 1977    Ставь птицу! | Фитиль №180
- 1972    Приваловские миллионы
- 1970    Мишка принимает бой
- 1970    Званый вечер с итальянцами (фильм-спектакль)
- 1970    Д. Н. Мамин-Сибиряк. 26 октября 1912 года (документальный)
- 1969    Уральская рябинушка (фильм-спектакль)
- 1968    Угрюм-река
- 1967    Сильные духом
- 1965    Игра без правил
- 1964    Наш неизменный друг (документальный)
- 1964    Зелёный дом
- 1962    Шестнадцатая весна
- 1962    Концерт
- 1960    Тайна зелёного бора
- 1960    Одна строка
- 1958    Пора таёжного подснежника